# Etoperidon
Etoperidon (Aksiomin, Centren, Depracer, Etonin, Etoran, Staf, Tropen, klopradon, tozalinon) je antidepresiv iz fenilpiperazinske klase koji je uveden u upotrebu u Evropi 1977. On prvenstveno deluje kao antagonist nekoliko receptora u sledećem redosledu potencije:  receptor (36 nM) > α1-adrenergički receptor (38 nM) >  receptor (85 nM) > α2-adrenergički receptor (570 nM); on ima zanemarljiv afinitet za blokiranje sledećih receptora: 2 receptor (2.300 nM) > H1 receptor (3,100 nM) >  receptori (>35.000 nM). Pored blokiranja receptora, etoperidon isto tako ima slab afinitet za monoaminske transportere kao i za: serotoninski transporter (890 nM) > norepinefrinski transporter (20.000 nM) > dopaminski transporter (52.000 nM).

## Literatura
- Index nominum 2000: international drug directory. Taylor & Francis US. 2000. стр. 421.  978-3-88763-075-1. Приступљено 27. 11. 2011.
- C. R Ganellin; D. J Triggle; F.. Macdonald (1997). Dictionary of pharmacological agents. CRC Press. стр. 859.  978-0-412-46630-4. Приступљено 27. 11. 2011.